# 골풀
골풀은 골풀과의 여러해살이풀로 학명은 Juncus decipiens이다.

## 분포
한국·중국·타이완·북아메리카에 분포한다.

## 특징
높이는 1m 정도이다. 뿌리줄기는 가로 뻗으며 마디 사이는 짧고 줄기는 원기둥꼴이며 납작하다. 잎은 없고 줄기의 하부에 비늘조각 모양의 암갈색 잎집이 있을 뿐이다. 꽃은 다수화로서 성기게 나고 맨 아래 꽃턱잎은 원기둥꼴로 곧게 서며 끝이 날카롭고 길이는 약 10~25cm이며 줄기와 같다. 꽃이 작고 3개의 수술은 꽃뚜껑보다 짧고 꽃밥은 꽃실과 거의 같은 길이다. 꽃은 갈록색으로서 5-6월에 핀다.

## 이용
줄기는 어레미를 만드는 데 쓰고 골 속은 약용한다.